# アラヴィンダとヴィーラ
『アラヴィンダとヴィーラ』（Aravinda Sametha Veera Raghava）は、2018年のインドのテルグ語アクションドラマ映画。監督・脚本はトリヴィクラム・シュリーニヴァースが務め、主要キャストとしてN・T・ラーマ・ラオ・ジュニア、プージャー・ヘーグデー、ジャガパティ・バーブが出演している。30年間抗争を続ける村の平和的解決を目指す青年を描いており、キャストの演技やトリヴィクラムの演出・脚本、タマン・Sの作曲した音楽が批評家から高く評価されている。興行収入は15億8600万ルピーを記録し、2018年のテルグ語映画年間興行成績第3位にランクインした。

## ストーリー
アーンドラ・プラデーシュ州カダパにある2つの村（コンマッディ村、ナッラグディ村）では、村の有力者ナラッパ・レッディとバシ・レッディによる抗争が30年間続いており、多くの村民が抗争に巻き込まれ犠牲になっていた。抗争が続く中、ナラッパはロンドンで暮らしていた息子ヴィーラ・ラーガヴァ・レッディの帰郷を出迎えに行くが、村に戻る途中でバシ・レッディの襲撃を受け、弟と共に殺されてしまう。襲撃を生き延びたラーガヴァは反撃してバシ・レッディや彼の部下たちを殺し、2人の遺体を連れて帰宅する。葬儀を終えた後、部下たちはバシ・レッディの息子バラ・レッディへの報復を訴えるが、祖母ジェージや部下の妻ナーガーマニは暴力で問題は解決しないことを訴える。祖母の話を聞いたラーガヴァは、標的になっている自分が村を去れば抗争がなくなると考え、ハイデラバードに向かう。
ハイデラバードに到着したラーガヴァは自動車整備工のニーランバリと親しくなり、サラディ弁護士の娘アラヴィンダをチンピラから救い出す。その後、ニーランバリがラーガヴァの拳銃を所持していたところを警察に見られて逮捕されてしまい、ラーガヴァはサラディに釈放の手続きを依頼する。サラディは仕事上のトラブルでチンピラたちから娘が狙われていることを知り、依頼を引き受ける条件としてラーガヴァに娘の護衛を依頼する。護衛を引き受けたラーガヴァはアラヴィンダや彼女の妹スナンダと親しくなり、派閥主義を専攻するアラヴィンダから抗争の平和的解決の方策について影響を受けるようになる。一方、抗争を生き延びていたバシ・レッディは息子バラ・レッディにラーガヴァを殺すように命令し、部下をハイデラバードに送り込み、アラヴィンダの弟プラティークを拉致しようとするがラーガヴァに阻止され、ラーガヴァはバシ・レッディが生きていることを知る。
ラーガヴァはクリシュナ・レッディ議員と接触して抗争の平和的解決の協力を取り付けようとするが、その間にアラヴィンダとプラティークがバラ・レッディに拉致されてしまう。ラーガヴァはバラ・レッディを脅して2人を解放させるが、事態を知ったサラディから家を出て行くように言われ、アラヴィンダたちの元から立ち去る。釈放されたニーランバリからラーガヴァの事情を聞き出したアラヴィンダは、抗争を取材するためにニーランバリと共にラーガヴァを追って村に向かう。同じころ、ラーガヴァはバラ・レッディ、クリシュナ・レッディ議員、スダルシャン・レッディ議員と会談し、抗争を平和的に終わらせることを提案するが、バラ・レッディは提案を拒否してラーガヴァを殺そうとするが失敗し、彼に説得されて和平を受け入れる。アラヴィンダは村民たちに取材する中でナーガーマニと出会い、ラーガヴァと連絡を取り彼に想いを伝え彼の元に向かう。しかし、途中で車が故障したため、偶然出会ったバシ・レッディの妻に誘われ、バシ・レッディの屋敷で一晩泊まることになる。その夜、和解の話を知ったバシ・レッディは激怒して息子バラ・レッディを殺し、「ラーガヴァが息子を殺した」とデマを流して抗争を激化させる。
事態を知ったラーガヴァはバシ・レッディを呼び出して平和的解決を目指すが、バシ・レッディは聞き入れずに人質にしたアラヴィンダとニーランバリをナイフで切り付け、ラーガヴァに襲いかかる。ラーガヴァはバシ・レッディの攻撃を避けながら平和的解決を訴え、彼の言葉を聞いたマラッパとスッバはバシ・レッディを見限り、アラヴィンダとニーランバリを車に乗せて病院に向かう。ラーガヴァは和平を受け入れたバラ・レッディを殺して抗争の継続を望むバシ・レッディの存在が村の未来に悪影響を及ぼすと判断し、彼を殺して遺体を焼却する。その後、ラーガヴァはバシ・レッディの妻に事実を告げて協力を取り付け、彼女は村民たちに「バシ・レッディは息子を殺して行方不明になった」と伝える。抗争の終結を見届けたラーガヴァは彼女を議員候補に推薦し、平和的解決を実現させる。

## キャスト
- ヴィーラ・ラーガヴァ・レッディ - N・T・ラーマ・ラオ・ジュニア
- アラヴィンダ - プージャー・ヘーグデー
- スナンダ - イーシャ・レッバ（英語版）
- バシ・レッディ - ジャガパティ・バーブ
- ニーランバリ - スニール
- クリシュナ・レッディ議員 - ラオ・ラメシュ
- スダルシャン・レッディ議員 - スバレーカ・スダカール（英語版）
- ナラッパ・レッディ - コニデラ・ナゲンドラ・バーブ
- バラ・レッディ - ナヴィーン・チャンドラ（英語版）
- スグナ - デーヴァヤーニ（英語版）
- ジェージ - スプリヤー・パータク（英語版）
- サラディ - ナレーシュ（英語版）
- アラヴィンダの母 - ラクシュミー・ゴーパーラスワーミ（英語版）
- バシ・レッディの妻 - イーシュワリ・ラーオ（英語版）
- ヴァララクシュミ - シタラ（英語版）
- マラッパ・レッディ - ブラフマージー
- スッバ・レッディ - シャトルー（英語版）
- ティンマ・レッディ - ヴィナイ・ヴァルマ（英語版）
- バール - シュリーニヴァーサ・レッディ（英語版）
- オーサンナ・レッディ - ラヴィ・プラカーシュ（英語版）
- ラクシュマ・レッディ - シャラト・ローヒターシュワ（英語版）
- バシ・レッディの部下 - アーダルシュ・バーラクリシュナ（英語版）
- ナーガーマニ - ハリ・テージャ（英語版）
- プラティーク - マスター・チャラン・ラーム

## 製作

### 企画
2015年にN・T・ラーマ・ラオ・ジュニアが『Nannaku Prematho』の撮影に参加していたころから構想が練られ、2018年に企画が実現した。ヒロイン役にはプージャー・ヘーグデーが起用され、音楽監督にはアニルド・ラヴィチャンダルが予定されていたが、『Agnyaathavaasi』が興行的に失敗したことを受けてタマン・Sが新たに起用された。2018年4月6日からラモジ・フィルムシティでアクションシーンの撮影が始まり、6月にはポラチでも撮影が行われ、9月に撮影は終了した。プージャー・ヘーグデーは『アラヴィンダとヴィーラ』で初めて自身の台詞をテルグ語で吹き替えており、ラーマ・ラオ・ジュニアは役作りのためにロイド・スティーヴンスの指導でトレーニングを行っている。
『アラヴィンダとヴィーラ』の題材となったラヤラシーマの派閥主義は、1990年代後半から2000年代前半にかけてテルグ語映画で頻繁に取り上げられた題材であり、これについてトリヴィクラム・シュリーニヴァースは「ラヤラシーマの派閥主義を題材とした作品の多くは暴力行為を美化する内容になっているが、抗争の影響を描いた作品は存在しなかった。NTRジュニアも私も、血みどろの抗争から始まり、主人公が平和を実現するため、その血みどろの道をどう回避するのかという点に関心を持ったのです。その後、私は女性の生き方や暴力によって家族がどのように引き裂かれるかというアイディアを思い付き、これらの点についてより深く探求した」と語っている。

### 音楽
サウンドトラックにはタマン・Sが作曲した4曲が収録され、オーディオ権はジー・ミュージック・カンパニーが取得した。作詞はシリヴェンネラ・シータラーマ・サストリー、ラーマジョーガイヤー・サストリー、ペンチャル・ダースが手掛けたている。当初の予定ではオーディオリリース・イベントを開催せずに直接リリースする計画だった。
2018年9月15日にファーストシングル「Anaganaganaga」がリリースされ、同月18日にはカーラ・バイラヴァが歌手を務めた「Peniviti」がリリースされた。同月19日にトラックリストが公表され、翌20日にはコンプリート・サウンドトラック・アルバムがリリースされた。

## 公開
2018年5月19日に映画のタイトルが「Aravinda Sametha」であることが発表され、タマン・Sの作曲した音楽はファンから好評を博した。9月10日からプロモーションが始まり、10月2日にはハイデラバードのH.I.C.C.ノボテル・ホテルでプレ・リリース・イベントが開催され、公開された予告編は高い評価を得た。映画は「Aravinda Sametha Veera Raghava」に改題された後、2018年10月11日に公開された。タミル語吹替版は「Idhu Ennoda Jilla」のタイトルで公開され、日本では2024年4月3日にBlu-rayが発売された。

## 評価

### 批評

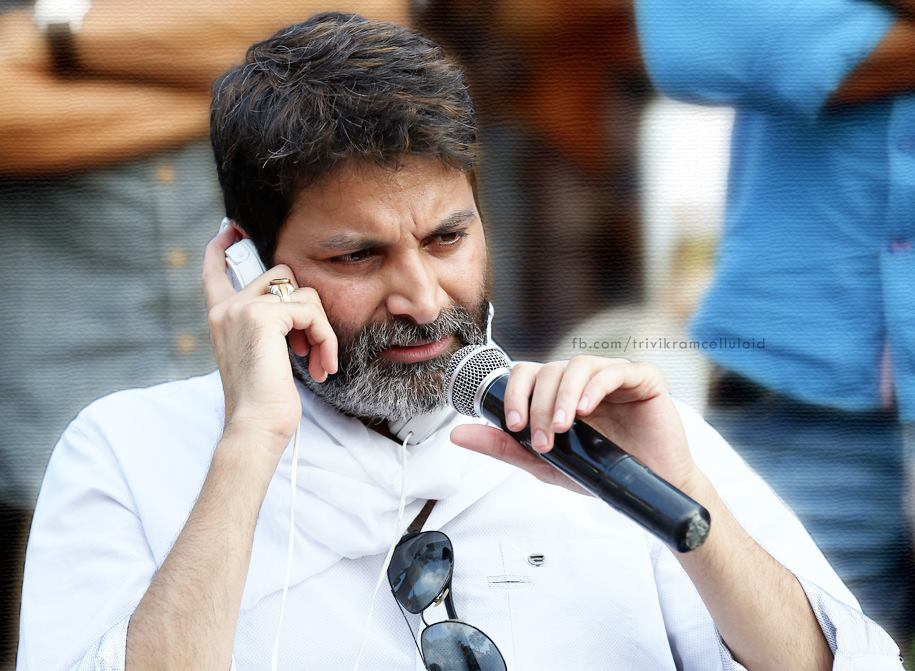
トリヴィクラム・シュリーニヴァース

『ザ・タイムズ・オブ・インディア』は3.5/5の星を与えて「商業的な姿にカモフラージュされたエモーショナルなドラマ映画であり、スラップスティックな狂気とは一線を画す勇気ある映画だ」と批評し、『インディア・トゥデイ』は3/5の星を与えて「『アラヴィンダとヴィーラ』はトリヴィクラムの魅力的な脚本とJr.NTRの素晴らしい演技に支えられた商業的アクション映画である。トリヴィクラムはパワン・カリヤーン主演作『Agnyaathavaasi』の失敗を、Jr.NTR主演作『アラヴィンダとヴィーラ』で取り返した」と批評している。また、ニュース18は3/5の星を与えて「Jr.NTRは何度も生み出された派閥主義の物語を昇華させた」、『ヒンドゥスタン・タイムズ』は3/5の星を与えて「Jr.NTRは派閥主義を描いた映画で平和の導き手になった」とそれぞれ批評している。

### 受賞・ノミネート
| 映画賞                                  | 授賞式           | 部門                       | 対象                                              | 結果       | 出典          |
| --------------------------------------- | ---------------- | -------------------------- | ------------------------------------------------- | ---------- | ------------- |
| サクシ・エクセレンス・アワード          | 2019年8月10日    | 主演女優賞                 | プージャー・ヘーグデー                            | 受賞       | [ 31 ]        |
| 第8回南インド国際映画賞                 | 2019年8月15-16日 | 作品賞                     | 『アラヴィンダとヴィーラ』                        | ノミネート | [ 32 ]        |
| 第8回南インド国際映画賞                 | 2019年8月15-16日 | 監督賞                     | トリヴィクラム・シュリーニヴァース                | ノミネート | [ 32 ]        |
| 第8回南インド国際映画賞                 | 2019年8月15-16日 | 主演男優賞                 | N・T・ラーマ・ラオ・ジュニア                      | ノミネート | [ 32 ]        |
| 第8回南インド国際映画賞                 | 2019年8月15-16日 | 音楽監督賞                 | タマン・S                                         | ノミネート | [ 32 ]        |
| 第8回南インド国際映画賞                 | 2019年8月15-16日 | 作詞家賞                   | - ラーマジョーガイヤー・サストリー - 「Peniviti」 | ノミネート | [ 32 ]        |
| 第8回南インド国際映画賞                 | 2019年8月15-16日 | 男性プレイバックシンガー賞 | - カーラ・バイラヴァ - 「Peniviti」               | ノミネート | [ 32 ]        |
| 第17回サントーシャム南インド映画賞      | 2019年9月29日    | コメディアン賞             | スニール                                          | 受賞       | [ 33 ]        |
| 第17回サントーシャム南インド映画賞      | 2019年9月29日    | 音楽監督賞                 | タマン・S                                         | 受賞       | [ 33 ]        |
| 第66回フィルムフェア賞 南インド映画部門 | 2019年12月21日   | 主演男優賞                 | N・T・ラーマ・ラオ・ジュニア                      | ノミネート | [ 34 ] [ 35 ] |
| 第66回フィルムフェア賞 南インド映画部門 | 2019年12月21日   | 主演女優賞                 | プージャー・ヘーグデー                            | ノミネート | [ 34 ] [ 35 ] |
| 第66回フィルムフェア賞 南インド映画部門 | 2019年12月21日   | 助演男優賞                 | ジャガパティ・バーブ                              | 受賞       | [ 34 ] [ 35 ] |
| 第66回フィルムフェア賞 南インド映画部門 | 2019年12月21日   | 音楽アルバム賞             | タマン・S                                         | ノミネート | [ 34 ] [ 35 ] |
| 第66回フィルムフェア賞 南インド映画部門 | 2019年12月21日   | 作詞賞                     | - ラーマジョーガイヤー・サストリー - 「Peniviti」 | ノミネート | [ 34 ] [ 35 ] |
| 第66回フィルムフェア賞 南インド映画部門 | 2019年12月21日   | 男性プレイバックシンガー賞 | - カーラ・バイラヴァ - 「Peniviti」               | ノミネート | [ 34 ] [ 35 ] |
| 第66回フィルムフェア賞 南インド映画部門 | 2019年12月21日   | 女性プレイバックシンガー賞 | - モーハナ・ボーガラージュ - 「Reddamma Thalli」  | ノミネート | [ 34 ] [ 35 ] |